# 자카르타 EE의 버전 역사
자바 플랫폼, 엔터프라이즈 에디션 또는 Java EE (이전에는 J2EE라 불리었음)는 버전 1.0부터 수많은 새로운 사양의 추가로 인해 여러 번의 개정이 있었다.

## JPE (1998년 5월)
JPE 프로젝트 선언

## J2EE 1.2 (1999년 10월 12일)
사양 다운로드
사양 리스트 :
- 엔터프라이즈 자바빈즈 (EJB), 버전 1.1
- 자바 서버 페이지 (JSP), 버전 1.1
- 자바 서블릿, 버전 2.2
- JDBC API, 버전 2.0
- JNDI, 버전 1.2
- 자바 메시지 서비스 (JMS), 버전 1.0.2
- 자바 트랜잭션 API (JTA), 버전 1.0.1
- 자바 트랜잭션 서비스 (JTS), 버전 0.95
- 자바 메일 API  버전 1.1
- JAF (JavaBeans Activation Framework), 버전 1.0

## J2EE 1.3 (2001년 9월 24일)
JSR 58 기준으로 개발
사양 리스트 :
- 엔터프라이즈 자바빈즈 (EJB), 버전 2.0
- 자바 서버 페이지 (JSP), 버전 1.2
- 자바 서블릿, 버전 2.3
- JDBC API, 버전 2.1
- JNDI, 버전 1.2
- 자바 메시지 서비스 (JMS), 버전 1.0.2
- 자바 트랜잭션 API (JTA), 버전 1.0.1
- 자바 트랜잭션 서비스 (JTS), 버전 1.0
- 자바 메일 API 버전 1.1
- JAF (JavaBeans Activation Framework), 버전 1.0
- JCA, 버전 1.0
- JAXP, 버전 1.0
- JAAS, 버전 1.0

## J2EE 1.4 (2003년 11월 11일)
JSR 151 기준으로 개발
사양 리스트:
- 엔터프라이즈 자바빈즈 (EJB), 버전 2.1
- 자바 서버 페이지 (JSP), 버전 2.0
- 자바 서블릿, 버전 2.4
- JDBC API, 버전 3.0
- JNDI, 버전 1.2
- 자바 메시지 서비스 (JMS), 버전 1.1
- 자바 트랜잭션 API (JTA), 버전 1.0.1B
- 자바 트랜잭션 서비스 (JTS), 버전 1.0
- 자바 메일, 버전 1.2
- JAF (JavaBeans Activation Framework), 버전 1.0
- JCA, 버전 1.5
- JAXP (JAXP), 버전 1.2
- JAAS (JAAS), 버전 1.0
- Java Authorization Service Provider Contract for Containers (JACC), 버전 1.0
- 웹 서비스 for J2EE, 버전 1.0
- JAX-RPC (JAX-RPC), 버전 1.0
- JAXR (JAXR), 버전 1.0
- JMX (JMX), 버전 1.1
- Java 2 Platform, Enterprise Edition Management Specification, 버전 1.0
- Java 2 Platform, Enterprise Edition Deployment Specification, 버전 1.0

## Java EE 5 (2006년 5월 11일)
JSR 244 기준으로 개발
사양 리스트 :
- 엔터프라이즈 자바빈즈 (Enterprise Java Beans, EJB), 버전 3.0
- 자바 퍼시스턴스 API (Java Persistence API, JPA), 버전 1.0

- 자바 서버 페이지 (Java Server Pages, JSP), 버전 2.1
- 자바 서블릿 (Java Servlet), 버전 2.5
- 자바 서버 페이스 (Java Server Faces, JSF), 버전 1.2
- 자바 서버 페이지 표준 태그 라이브러리 (Java ServerPages Standard Tag Library, JSTL), 버전 1.2

- JDBC (Java DataBase Connectivity, JDBC) , 버전 3.0
- JNDI (Java Naming and Directory Interface, JNDI), 버전 1.2
- 자바 메시지 서비스 (Java Message Service, JMS), 버전 1.1
- 자바 트랜잭션 API (Java Transaction API, JTA), 버전 1.1
- 자바 트랜잭션 서비스 (Java Transaction Service, JTS), 버전 1.0
- 자바 메일 (JavaMail) , 버전 1.4
- JAF (JavaBeans Activation Framework), 버전 1.1
- JCA (J2EE Connector Architecture, JCA), 버전 1.5
- JAXP (Java API for XML Processing, JAXP), 버전 1.3
- JAAS (Java Authentication and Authorization Service, JAAS), 버전 1.0
- JACC (Java Authorization Service Provider Contract for Containers, JACC), 버전 1.1
- Java EE용 웹서비스, 버전 1.2
- JAX-RPC (Java API for XML-based RPC, JAX-RPC), 버전 1.1
- JAXR (Java API for XML Registries, JAXR), 버전 1.0
- JMX (Java Management eXtensions, JMX), 버전 1.2
- Java Platform, Enterprise Edition Management Specification, 버전 1.1
- Java Platform, Enterprise Edition Deployment Specification, 버전 1.1
- JAX-WS (Java API for XML-based Web Services, JAX-WS), 버전 2.0
- JAXB (Java Architecture for XML Binding, JAXB), 버전 2.0
- SAAJ (SOAP with Attachments API for Java, SAAJ), 버전 1.3
- Web Services Metadata for the Java Platform, 버전 2.0
- StAX (Streaming API for XML, StAX), 버전 1.0

## Java EE 6 (2008년)
JSR 313 기준으로 개발중이었으나 취소되었다. 현재 JSR 316 기반하에 2008년 발표를 목표로 개발중이다.
새로이 추가되는 사양
- JSR-196 Java Authentication SPI for Containers
- JSR-236 Timer for Application Servers
- JSR-237 Work Manager for Application Servers
- JSR-299 Web Beans
- JSR-311 JAX-RS: Java API for RESTful Web Services

사양 업그레이드 예정
- EJB 3.1
- JSP 2.2
- Servlet 3.0
- JSF 2.0
- JAX-WS 2.2
- JCA 1.6

## 같이 보기
- 자바